# 沢田誠一
沢田 誠一（澤田 誠一、さわだ せいいち、1920年9月18日 - 2007年6月5日）は、日本の小説家。北海道を代表する文芸同人誌『札幌文学』『北方文芸』の編集人・発行人としても活躍。元・財団法人北海道文学館理事長。

## 略歴
1920年（大正9年）、北海道札幌郡豊平町大字平岸村（現・札幌市豊平区平岸）で、リンゴ農家を営み、同町の町会議員も務めた澤田清五郎の五男として生まれる。札幌商業学校（現・北海学園札幌高等学校）第16期卒。札商卒業の頃から作歌を開始し、1941年（昭和16年）に陸軍高射砲学校入学。高射砲学校卒業後は小樽、北千島などに赴任、敗戦時は埼玉県栗橋町の高射砲陣地の中隊長。1947年（昭和22年）に西尾廣子と結婚。1948年（昭和23年）ごろから小説の試作を始めたが、翌1949年（昭和24年）の父の死去にともない家業のリンゴ園を継ぐ。
1951年（昭和26年）、戦争体験に取材した小説「蠅のたかった歴史」を西田喜代司らが創刊した同人雑誌『札幌文学』第9号に発表。翌1952年（昭和27年）からは野間美英らの打診を受け、同『札幌文学』第10号（1952年12月）以降の編集責任者を務めながら、同誌を中心に小説作品を発表する。1954年（昭和29年）、『新潮』全国同人誌特集に「准尉」が入選。1956年（昭和31年）の秋、小説「のぼり窯」の取材のために来道していた劇作家・小説家の久保栄と面談し、北海道の文学状況などについて質問を受ける。またこの時、久保から本庄陸男の「石狩川」の続編の執筆を勧められたという。1963年（昭和38年）の作品集『耳と微笑』（「准尉」などを収録） は平野謙・八木義徳らに評価された。
1965年（昭和40年）の「北海道文学展」開催に尽力、さらに1966年の北海道文学館の設立に参加。
1967年、第5回有島青少年文芸賞の選考委員の一人として当時高校生だった佐藤泰志の「市街戦の中のジャズメン」を優秀賞に選ぶが、その内容から通常は入賞作が掲載される北海道新聞に掲載を拒否されたため、翌年、澤田が仲間とともに創刊した同人誌『北方文芸』第3号に「市街戦のジャズメン」と改題・加筆して掲載させた。
1968年（昭和43年）、小笠原克らとともに月刊の同人文芸誌『北方文芸』の創刊に参画。同誌1968年9月号に発表した「斧と楡のひつぎ」で第2回北海道新聞文学賞を受賞、また第60回直木三十五賞候補となる。小笠原克が『北方文芸』1979年12月号（第143号）をもって編集長の座を退くと、1980年（第144号）より編集発行人を担当。1985年に病を得て同誌の編集人から退いたのちは川辺為三・森山軍治郎・鷲田小彌太の三人が編集を担当し、澤田は1997年（平成9年）に通巻350号をもって同誌が終刊するまで発行人を務め、多くの後進を育てた。1986年、第38回北海道文化賞（芸術）受賞。
北海道立文学館が開館した1995年から2002年まで、道立文学館の管理・運営を受託する財団法人北海道文学館の第3代理事長を務めた（後任は神谷忠孝。初代館長は木原直彦。北海道文学館は2011年に公益財団法人化）。2005年（平成17年）、故郷の札幌市平岸を父祖三代にわたって描く『平岸村』を北海道新聞社より上梓。また、久保栄の研究家としての顔も持ち、「札幌文学」「久保栄研究」などに発表された評論・エッセイなどの多くは、1972年（昭和47年）にぷやら新書刊行会の和田義雄によって『久保栄の思い出』にまとめられた。
2007年（平成19年）6月5日、死去。

### 著名な親族
長男の澤田展人（1954年 - ）も小説家で、2014年（平成26年）から公益財団法人北海道文学館の理事を務めている。2018年（平成30年）に長編小説『ンブフルの丘』で第52回北海道新聞文学賞を受賞、2021年（令和3年）に小説『人生の成就』を刊行した。

## 著書

### 小説
- 『耳と微笑』七曜社、1963年
- 『斧と楡のひつぎ』 青娥書房、1973年
- 『北の夏』 河出書房新社、1975年 ※推薦文は野間宏[33]
- 『商館』 北海道新聞社、1976年 ※原著は1963年に私家版として刊行[5]
- 『平岸村』 北海道新聞社、2005年10月 ISBN 4-89453-342-1

### 評論・エッセイ
- 『久保栄の思い出』 和田義雄編集、ぷやら新書刊行会、1972年（新装版、沖積舎、1981年）
- 『白い土地の人々』 構想社、1979年11月 ※推薦文は島尾敏雄[34]
- 『能登へ・レクイエム』 青娥書房、2000年7月

### その他
- 『平岸百拾年』1981年、平岸百拾年記念協賛会 ※編集・執筆